# Capillaria plica
Capillaria plica (synoniemen: Pearsonema plica, Trichosoma plica) (een blaasworm) is een parasitaire rondworm, die tot het geslacht Capillaria (synoniem: Eucoleus) behoort. De soort wordt meestal gevonden in de urineblaas van honden en katten en af en toe in de nieren van honden en vossen.. De rondworm is ook gevonden bij de huiskat en verschillende wilde zoogdieren. Besmetting met Capillaria plica veroorzaakt meestal geen klinische symptomen, maar in sommige gevallen leidt het tot hematurie (bloed in de urine), cystitis (ontsteking van de urineblaas) of problemen met urineren. Capillaria plica komt in Noord-Amerika, Europa, Azië en Afrika voor en niet alleen bij huisdieren, maar ook bij dieren, die in het wild leven, zoals wolven. Sommige dieren hebben pollakiurie (kleine beetjes plassen), urine-incontinentie en urineren op abnormale plaatsen. Gerapporteerde behandelingen omvatten levamisol, fenbendazol, albendazol en ivermectine.

## Beschrijving rondworm
Volwassen rondwormen zijn draadachtig, hebben een geelachtig kleur en zijn 13-60 mm lang. De eieren zijn kleurloos en zijn 63 - 68 μm lang en 24 - 27 μm breed en hebben een iets ruwe buitenwand.

## Levenscyclus
Bij honden en katten worden de eieren van Capillaria plica met de urine uitgescheiden. Buiten de gastheer ontwikkelen in het ei de infectieuze L1-larven. Deze eieren met L1-larven worden opgegeten door de tussengastheer. Dit zijn regenwormen behorend tot de geslachten Lumbricus en Dendrodrilus. In de tussengastheer kruipen de L1-larven in de darm van de tussengastheer uit het ei. De L1-larven kruipen door de darmwand en worden opgenomen in het bindweefsel door het hele lichaam van de regenworm. Als een geschikte zoogdier gastheer de regenworm opeet, zoals een hond of kat, vervellen de L1-larven tot L2-larven, die door de darmwand van de gastheer kruipen en nog een keer vervellen tot L3-larven. De L3-larven worden door de bloedsomloop naar de glomeruli van de nieren getransporteerd. Van daaruit gaan ze via de urineleider naar de urineblaas. 33 dagen na infectie zitten in de urineblaas L3-larven en L4-larven. Hier vervellen ze nog een of twee keer, worden volwassen en planten zich seksueel voort. De vrouwtjes scheiden de bevruchte eieren uit in de urine van de gastheer, bijvoorbeeld die van honden en katten, binnen ongeveer 60 dagen na infectie.